# ISS-Expedition 17
ISS-Expedition 17 ist die Missionsbezeichnung für die 17. Langzeitbesatzung der Internationalen Raumstation. Die Mannschaft lebte und arbeitete von April 2008 bis Oktober 2008 an Bord der ISS.

## Mannschaft
- Sergei Alexandrowitsch Wolkow (1. Raumflug), Kommandant, (Russland/Roskosmos)
- Oleg Dmitrijewitsch Kononenko (1. Raumflug), Bordingenieur, (Russland/Roskosmos)
- bis Juni 2008: Garrett Reisman (1. Raumflug), Bordingenieur, (USA/NASA) (STS-123/STS-124)
- ab Juni bis November 2008: Gregory Chamitoff (1. Raumflug), Bordingenieur, (USA/NASA) (STS-124/STS-126)

### Ersatzmannschaft
- Maxim Wiktorowitsch Surajew, Kommandant, (Russland/Roskosmos) (für Wolkow)
- Oleg Iwanowitsch Skripotschka, Bordingenieur, (Russland/Roskosmos) (für Kononenko)
- Timothy Kopra, Bordingenieur, (USA/NASA) (für Reisman)
- Timothy Creamer, Bordingenieur, (USA/NASA) (für Chamitoff)

## Missionsbeschreibung
Die beiden Raumfahrer Sergei Wolkow und Oleg Kononenko starteten am 8. April 2008 zusammen mit der ersten  südkoreanischen Astronautin Yi So-yeon an Bord von Sojus TMA-12 zur ISS. Seit langer Zeit bestand damit eine Sojus-Mannschaft wieder komplett aus Neulingen. Am 10. April um 12:57 UTC dockte das Raumschiff an der Pirs-Luftschleuse an. Um 15:40 UTC wurden die Luken geöffnet und die neue Langzeitbesatzung sowie die Südkoreanerin Yi von der bisherigen Besatzung in Empfang genommen.
Yi So Yeon führte während ihres Aufenthaltes in der Internationalen Raumstation 15 Experimente des koreanischen Forschungsprogramms durch. Dazu gehörten Versuche auf den Gebieten Geophysik, Medizin, Biologie, Ökologie, Biotechnologie und Materialwissenschaft. So arbeitete sie mit einem neuen, elektromechanischen System zum schnellen Ausrichten einer Teleskopkamera, mit der Blitze in der oberen Atmosphäre fotografisch erfasst wurden. Außerdem widmete sie sich dem Studium der Effekte von Schwerelosigkeit und Strahlung auf Pflanzenzellen. Dabei handelte es sich um Samen von Reis, Sojabohnen, Raps, Rettich, Pfeffer, wildem Sesam, Arabidopsis (Ackerschmalwand), Orchideen, Löwenzahn, Hibiskus und Schmuckkörbchen (Kosmee). Für Bildungszwecke wurde auch Pflanzenwachstum dokumentiert. Untersucht wurden ebenso genetische und Alterungsprozesse bei insgesamt 1000 Fruchtfliegen. Medizinische Forschungen beinhalteten die regelmäßige Messung des Augeninnendrucks, ein 24-Stunden-EKG, die Erfassung von Gefäßveränderungen im Gesicht (Puffy Face) mittels Spezialkamera mit diversen Filtern und Rastern sowie die Dokumentation von Geschmacksveränderungen. Dazu wurde typisch koreanische Kost gereicht.
Bestandteile des Forschungsprogramms waren auch Erdbeobachtung und -fotografie, die Kultivierung verschiedener pflanzlicher, tierischer und menschlicher Zelltypen im Minireaktor BioTron MBR, die Synthese von Zeolithkristallen aus neun Proben unterschiedlicher Konzentration, die Herstellung poröser metall-organischer Materialien, Messungen des Lärms im russischen Teil der ISS, der Test eines neuen Speichermaterials (FRAM) im Vergleich zu bisherigen Flash-Speichern (NAND) sowie die Erprobung eines neuen Messgerätes für geringe Massen (50–200 Gramm). Konventionelle Waagen sind in der Schwerelosigkeit nutzlos. Die Massebestimmung muss über die Fähigkeit eines Körpers, eine Bewegungsänderung zu behindern (Trägheit), erfolgen.
Schließlich wurde das Leben von Yi So Yeon in der Raumstation fotografisch und filmisch dokumentiert. Dabei wurden auch Videos für Bildungszwecke gedreht. Hierfür wurde das Verhalten verschiedener Körper in der Schwerelosigkeit demonstriert. Dazu gehörten Fächer, Stifte, Seile, Kreisel, Wassertropfen, Federn und Papierblumen.
Zeitweise wurde Yi von ihren Kollegen bei der Ausführung ihrer Experimente unterstützt. Ansonsten waren die Mitglieder der ISS-Expedition 17 mit Auspacken, Vertrautmachen, medizinischen Erstuntersuchungen und der Übernahme der täglichen Pflichten, ihre Vorgänger mit Abreisevorbereitungen, Abschlussuntersuchungen und verstärktem Training beschäftigt.
Die Besatzung der Expedition 16 mit der Kommandantin Peggy Whitson und dem Bordingenieur Juri Malentschenko kehrte nach einem halben Jahr Arbeit im All am 19. April 2008 zusammen mit der südkoreanischen Raumfahrerin Yi zur Erde zurück. Auf Grund eines Fehlers beim Abtrennen des Landemoduls der Sojus TMA-11 erfolgte der Wiedereintritt unsanft auf einer ballistischen Bahn mit einer Landung etwa 420 km westlich vom geplanten Punkt.
In die „Amtszeit“ von Wolkow, Kononjenko und Reisman, der im Juni durch Gregory Chamitoff abgelöst wurde, fielen die Hauptarbeit mit dem ESA-Transportraumschiff Jules Verne, das am 3. April am Heck der Station festgemacht hatte, das Umkoppeln des Raumschiffs Sojus TMA-12 von Pirs zu Sarja-Nadir und das Entladen der russischen Frachter Progress M-64 und M-65 sowie des weiterentwickelten Frachters Progress M-01M. Außerdem brachte die US-Raumfähre Discovery im Juni das große japanische Experimentierlabor Kibō (JEM-PM), das seinen Platz an Harmony-Backbord fand.
Hauptaufgabe war aber die Instandhaltung der Station und die Betreuung einer Vielzahl von Experimenten. Von russischer Seite waren dies 47 Untersuchungen auf den Gebieten Biologie, Medizin, Biotechnologie, Materialwissenschaft und Raumfahrttechnologie. Die NASA hatte 17 komplexe Untersuchungen auf dem Plan. Außerdem wurden etwa zwei Dutzend weitgehend automatisch ablaufende Experimente der Europäischen Weltraumagentur ESA betreut. Diese waren mit dem Labormodul Columbus zur ISS gelangt.
Im Rahmen des Experiments Profilaktika wurden Therapien gegen den Muskel- und Knochenabbau in der Schwerelosigkeit erprobt. Dem Studium chemoluminiszenter Reaktionen und atmosphärischer Leuchterscheinungen als Resultat der Wechselwirkung von Triebwerksabgasen mit der oberen Erdatmosphäre widmete sich das Experiment Relaksatsija. Die Untersuchungen fanden vor allem im UV-Bereich statt. Entwicklung und Test von boden- und weltraumgestützten Untersuchungsmethoden zur Vorhersage von natürlichen oder durch den Menschen verursachten Katastrophen war das Ziel des Experiments Uragan. Das neue Experiment Vsplesk diente dem Studium von Prozessen in der Erdkruste, im Erdmagnetfeld und im Van-Allen-Gürtel, die im Zusammenhang mit seismischen Aktivitäten stehen und möglicherweise für Erdbebenvorhersagen verwendet werden können. Dazu wurden Ströme hochenergetischer geladener Partikel gemessen. Um einen Teil der Apparatur an der Außenseite der Station zu befestigen, unternahm die Besatzung einen Außenbordeinsatz.
Bei Sonokard ging es um die Entwicklung von Methoden, Vitalfunktionen der Raumfahrer, speziell des kardiorespiratorischen Systems (Herz und Lunge) während des Schlafes kontaktfrei zu erfassen. Ein ganzer Komplex von Experimenten befasste sich mit der Untersuchung der Auswirkungen von Schwerelosigkeit, Strahlung und Bewegung im Erdmagnetfeld auf Lebensfähigkeit, Mobilität und Stoffwechsel von Zellkulturen. Dazu gehörten bakterielle Plasmide sowie Laktolen- und Interleukin-produzierende Bakterien (z. B. Lactobacillus delbruecki).
Am 24. April wurde mit Hilfe von zwei der vier Triebwerke des am Heck der Station angekoppelten ATV-1 Jules Verne die Bahn der ISS um etwa 4,5 km angehoben. Dazu arbeiteten die Triebwerke 12 Minuten und 20 Sekunden lang. Zuvor waren die wichtigsten Systeme getestet worden. Drei weitere Bahnanhebungen und ein Ausweichmanöver fanden in den kommenden Monaten statt.
Aufgrund der bis dahin ungeklärten Ursache für die ballistische Wiedereintrittsbahn und die damit verbundenen höheren Belastungen für die Besatzung wurde das Umparken des Raumschiffs Sojus TMA-12, das eigentlich für den 6. Mai vorgesehen war, auf einen späteren Zeitpunkt verschoben. Falls ein Wiederandocken an Sarja-Nadir misslungen wäre, hätte das Raumschiff ungeprüft landen müssen, was man vermeiden wollte.
Der Mai gehörte weitgehend wissenschaftlichen Arbeiten, Routinewartungen und den Vorbereitungen auf die Ankunft der nächsten Raumfähre. Dazu gehörte vor allem die Kontrolle von Werkzeugen und Ausrüstungen im Schleusenmodul Quest sowie die Überprüfung der Raumanzüge. Außerdem wurde der Umgang mit dem Stationsmanipulatorsystem trainiert. Dieses wurde vor allem für das Ankoppeln des großen japanischen Labormoduls Kibō benötigt.
Die weitere Zeit an Bord war für die Stammbesatzung mit Montagen, Inbetriebnahmen, Tests und Experimenten angefüllt. Außerdem wurde der normale Betrieb der Station durch regelmäßige Wartungsarbeiten sowie Betriebskontrollen lebenswichtiger Apparaturen wie Lebenserhaltung, Energiesystem oder Lageregelung angefüllt.
Zu den vielfältigen Experimenten gehörte auch ELaboratore Immagini TElevisive - Space 2 (ELITE-S2), eine Kooperation zwischen NASA und der italienischen Raumfahrtagentur ASI. Durch die dreidimensionale Aufzeichnung von Bewegungen der Raumfahrer soll die Ergonomie künftiger Arbeitsplätze in der Schwerelosigkeit verbessert werden. Außerdem lassen sich Rückschlüsse auf das Zusammenwirken von Sehen, Verarbeitung im Gehirn und Bewegungen ziehen und Auswirkungen der Schwerelosigkeit auf die Atmung untersuchen. Beim Materialexperiment Coasenning in Solid Liquid Mixtures 2 wird das Wachstum von größeren Partikeln auf Kosten kleinerer in flüssigem Metall, in diesem Falle Zinn, erfasst. Das Messsystem ANITA analysiert die Luft durch Interferometrie und kann auf diese Weise Spuren von 32 potenziell schädlichen Gasen nachweisen.
Am 5. September koppelte der seit 3. April angedockte europäische Transporter „Jules Vernes“ von der Station ab. Der Erstflug eines Automated Transfer Vehicles war ein überwältigender Erfolg. „Jules Verne“, so der Name des ATV, war für die Besatzungen der Internationalen Raumstation nicht nur Frachtzubringer, Schlepper und Abfallentsorger. Er diente in den fünf Monaten, in denen er zu einem Teil der Station wurde auch als Lagerraum, Schlafplatz, Hygienebereich, Experimentierbühne und Kühlraum. Für diese Aufgaben war er ursprünglich gar nicht vorgesehen. Der großzügige Platz, die leise arbeitende Lebenserhaltung, die Diskretion am Ende der Längsachse der Station und die etwas niedrigere Temperatur sorgten dafür, dass Jules Verne häufiger und vielfältiger als geplant genutzt wurde. Am 9. März hatte die erste Ariane 5 ES den ESA-Frachttransporter ins All gebracht. Ein minimales Problem mit dem Antrieb des Transporters konnte rasch gelöst werden. Danach war das Erreichen des Parkorbits schnell geschafft. Nach zwei sehr erfolgreich durchgeführten Demonstrationstagen, an denen automatische Annäherung, Station halten und Fluchtmanöver unter Verwendung von GPS-, Radar- und Laser-gestützter Navigation erprobt wurden, bekam ATV-1 grünes Licht für das Docking. Dieses Manöver erfolgte am 3. April. Kurze Zeit später konnte die Besatzung das Raumfahrzeug betreten und begutachten. Jules Verne brachte 5,5 Tonnen Fracht, darunter Nahrungsmittel, Wasser und Treibstoff. Schnell gewöhnte man sich an die Qualitäten des temporären Zusatzmoduls. Zum Schluss wurde das ATV mit Abfall, älteren oder defekten Geräten beladen und auf seine letzte Reise vorbereitet. Das Abkoppeln erfolgte am 5. September. Nach weiteren Bahnmanövern zündete Jules Verne am 29. September zum letzten Mal seine Triebwerke. Da diese entgegen der Flugrichtung feuerten, sanken Geschwindigkeit und Bahnhöhe, bis das Raumfahrzeug schließlich in einem von der Erde aus aufmerksam beobachteten Feuerwerk als Sternschnuppenregen verglühte.
In der Folgezeit wurde das japanische Labormodul Kibō mit weiteren Ausrüstungen vor allem aus dem zugehörigen Logistikmodul versehen. Verschiedene Forschungen wurden fortgeführt, die Station in Funktion gehalten, tägliches Training absolviert und hin und wieder auch etwas Freizeit genossen.
Am 12. Oktober startete Sojus-TMA 13 mit der Nachfolgebesatzung, bestehend aus Michael Fincke und Juri Lontschakow sowie dem Weltraumtouristen Richard Garriott. Nach gut einer Woche gemeinsamer Arbeit mit allen Übergabeaktivitäten kehrten Sergej Wolkow, Oleg Kononjenko und Richard Garriott am 24. Oktober in den frühen Morgenstunden mit Sojus TMA-12 wohlbehalten zur Erde zurück. Die Landung verlief normal aerodynamisch, so dass man im demontierten Sprengbolzen die Ursache für die zuletzt erfolgten harten Landungen sah. 

### Progress M-64 und M-65
Der unbemannte russische Frachter Progress M-64 startete am 14. Mai 2008 um 20:22 UTC vom Kosmodrom Baikonur zur ISS. Erstmals verfügt dieser Transporter über ein digitales Steuersystem. Insgesamt befanden sich 2,1 Tonnen Lebensmittel, Wasser und Sauerstoff an Bord. Am 16. Mai 2008 um 21:39 UTC legte Progress M-64 planmäßig an der ISS an. Das Ablegen des mit Müll beladenen Frachters erfolgte am 1. September 2008.
Am 10. September startete das unbemannte Raumschiff Progress M-65 und koppelte zwei Tage später an der ISS an. Es brachte rund 2,5 Tonnen Nachschub, der in die Station transportiert und inventarisiert wurde.

### Ankunft Kibōs mit der Discovery
Den nächsten Besuch erhielt die ISS vom Space Shuttle Discovery, das am 31. Mai 2008 startete. Mit an Bord der Mission STS-124 war der Hauptteil des japanischen Labormoduls Kibō (Japanese Experiment Module – Pressurized Module; JEM-PM) und der japanische Roboterarm. Als neues Besatzungsmitglied kam Gregory Chamitoff auf die ISS und löste Garrett Reisman ab, der mit der Space-Shuttle-Mission STS-123 im März 2008 zur ISS geflogen war und nach drei Monaten im All am 14. Juni 2008 mit STS-124 zur Erde zurückkehrte. Chamitoff blieb bis November 2008 auf der ISS und wurde mit der Mission STS-126 von Sandra Magnus abgelöst.
Am 3. Juni wurden im Verlaufe eines Ausstieges von Garan und Fossum Vorbereitungen für das Andocken von Kibō an die Station getroffen. Dazu wurde der Kopplungsstutzen inspiziert, Abdeckungen beseitigt und Verriegelungen gelöst. Am Abend wurde Kibō aus der Nutzlastbucht der Discovery gehoben, an der Backbordseite des Knotenmoduls Harmony angekoppelt und am nächsten Tag in Betrieb genommen. Ein zweiter Ausstieg am 5. Juni diente der Inbetriebnahme des Moduls. So wurden Abdeckungen am japanischen Manipulatorarm und an einer Andockstelle entfernt. Hierhin wurde am nächsten Tag das japanische Logistikmodul von Harmony-Zenit aus umgesetzt. Die Arbeiten außenbords wurden am 8. Juni mit der Entfernung von Startsperren abgeschlossen.
Die Discovery brachte außerdem eine Vielzahl von Materialien und Ausrüstungen für die Station mit. Darunter befand sich auch eine Pumpe, mit der eine defekte Toilette in der ISS instand gesetzt werden konnte. Die Raumfähre landete nach knapp zwei Wochen Flugzeit am 14. Juni auf dem Gelände des Kennedy Space Centers in Florida (USA).

### Weltraumausstieg zur Inspektion des Sojus-Raumschiffs
Am 10. Juli 2008 wurde bei einem 6 Stunden und 18 Minuten dauernden Weltraumausstieg durch Sergei Wolkow und Oleg Kononenko das Sojus-Raumschiff TMA-12 von außen inspiziert und einer der Sprengbolzen, die bei der Rückkehr vor dem Wiedereintritt das Landemodul abtrennen, für eine genaue Untersuchung auf der Erde demontiert. Ein Fehler beim Trennmechanismus wurde als die wahrscheinliche Ursache für die ballistischen Landungen von Sojus TMA-10 und Sojus TMA-11 ermittelt.

### Zweiter Weltraumausstieg
Am 15. Juli 2008 führten Wolkow und Kononenko eine weitere Außenbordaktivität durch. Dabei installierten sie das Experiment Vsplesk an der ISS-Außenhülle und entfernten dafür ein das Biorisk-Experiment. Weiterhin bereiteten sie den Andockpunkt am Swesda-Modul für das russische Modul Poisk vor, welches am 12. November 2009 vollautomatisch andockte. Der Ausstieg endete nach 5 Stunden und 54 Minuten um 23:02 UTC.